# Sienice
Sienice (niem. Senitz) – wieś w Polsce położona w województwie dolnośląskim, w powiecie dzierżoniowskim, w gminie Łagiewniki.

## Podział administracyjny
W latach 1975–1998 miejscowość administracyjnie należała do województwa wrocławskiego.

## Nazwa
Nazwa miejscowości wywodzi się od polskiej nazwy na proces cięcia lub "żeńca" oznaczającej kosiarza, żniwiarza. Heinrich Adamy w swoim dziele o nazwach miejscowych na Śląsku wydanym w 1888 roku we Wrocławiu jako najstarszą nazwę miejscowości wymienia "Zeniec" tłumacząc ją jako "Schnitterdorf" czyli po polsku "Cięta, przecięta wieś". Pierwotna nazwa została później przez Niemców fonetycznie zgermanizowana na Senitz tracąc swoje pierwotne znaczenie.

## Historia
Osada ma swoje korzenie w XIV wieku, jednak ciągłość osadnictwa sięga nawet epoki neolitu. Na przestrzeni wieków powstały tu kolejne osady, reprezentujące różne kultury, w tym unietycką, łużycką oraz okres halsztacki, a także odzwierciedlające wpływy rzymskie oraz charakterystyczne cechy wczesnośredniowieczne.

## Zabytki
We wsi znajduje się jednonawowy, poprotestancki kościół św. Izydora, zbudowany w początkach XVII w., filia parafii w Księginicach Wielkich.

## Szlaki turystyczne
Strzelin – Szańcowa – Gościęcice Średnie – Skrzyżowanie pod Dębem – Gromnik – Dobroszów – Kalinka – Skrzyżowanie nad Zuzanką – Źródło Cyryla – Ziębice – Lipa – Rososznica – Stolec – Cierniowa Kopa – Kolonia Bobolice – Kobyla Głowa – Karczowice – Podlesie – Ostra Góra – Starzec – Księginice Wielkie – Sienice – Łagiewniki – Oleszna – Przełęcz Słupicka – Sulistrowiczki – Ślęża – Sobótka
 Sienice – Kondratowice – Rakowice – Maleszów – Janowiczki – Bednarz – Stachów – Las nad Czerwieńcem – Jakubów – Ciepłowody – Karczowice